# شیگائیت
شیگائیت (انگلیسی: Shigaite) یک کانی با فرمول NaAl3(Mn2+)6(SO4)2(OH)18·12H2O می‌باشد. ساختار شیگائیت لوزی‌پهلو است.